# Memecylon longicuspe
Memecylon longicuspe är en tvåhjärtbladig växtart som beskrevs av John Gilbert Baker. Memecylon longicuspe ingår i släktet Memecylon och familjen Melastomataceae.
Artens utbredningsområde är Madagaskar. Inga underarter finns listade i Catalogue of Life.